# Politika snadných peněz
Politika snadných peněz, nebo také levné peníze, je monetární politika, která zvyšuje nabídku peněz obvykle snížením úrokových sazeb.
Dochází k ní, když se centrální banka země rozhodne povolit nové peněžní toky do bankovního systému.
Termín levné peníze se tedy ustálil pro úvěry s velmi nízkou úrokovou sazbou. Jsou-li v oběhu levné peníze, je to ideální doba pro zájemce o úvěr či klienty s již existujícím úvěrem (refinancování, konsolidace úvěru).
Období levných peněz je protipólem úvěrové krize (credit crunch, úverová tieseň).
Okamžitým efektem snadné dostupnosti peněz (pokud je implementována, když je ekonomika pod svými možnostmi) může být zrychlený ekonomický růst.

## Cena peněz
Úrokové sazby centrální banky jsou jedním z faktorů, které ovlivňují dostupnost úvěrů i kurz domácí měny vůči cizím měnám. Česká národní banka při takzvaných repo operacích od komerčních bank přebírá přebytečné finance, které jim vrací navýšené o úrok. Standardně jde o dvoutýdenní repo operace (2T repo sazba) nebo uložení peněz přes noc (depozitní facilita, diskontní sazba). Třetí důležitá úroková sazba je lombardní, za tu si banky od ČNB přes noc peníze půjčují. Pokud centrální banka pro dosažení svého inflačního cíle nemůže použít úrokové sazby, zbývají ještě devizové intervence.
Cenu peněz v ekonomice kromě úrokových sazeb centrální banky určuje také úroková sazba, za kterou si komerční banky navzájem poskytují úvěry na domácím trhu. V Česku je to sazba PRIBOR. Často se používá jako referenční sazba, od které se odvíjí výše úroků u hypoték a dalších úvěrů pro občany a firmy. Výše sazby PRIBOR se ale liší podle toho, na jak dlouho si banky peníze půjčují a je navázaná na sazby centrální banky.

## Kontroverze
S. Kothari z MIT Sloan School of Management, který se zabýval mírou růstu agregovaných fixních investic amerických společností mezi lety 1952 a 2010, našel jen málo faktů na podporu názoru, že změna krátkodobých úrokových sazeb stimuluje podnikové investice. Podle jeho zjištění snížení snahy Fedu o udržení nízkých úrokových sazeb nemělo požadovaný efekt.